# Charles Douglas Martin
Charles Douglas (C.D.) Martin (* 7. November 1873 in St. Kitts, British West Indies; † März 1942 in Harlem, Manhattan, New York City, New York) war ein westindischer Geistlicher der Moravian Church.

## Leben
Martin wurde in St. Kitts geboren. Seine Eltern waren Joseph und Adriana Martin.
Er gründete 1903 die Fourth Moravian Church in Harlem in New York. Er benannte die Kirche „Beth-Tphillah“ nach dem hebräischen Wort für „Haus des Gebets“. 1912 wurde er als erster und damals einziger 'Schwarzer' (black) Minister der Moravian Church in den Vereinigten Staaten ordiniert. Er führte den Titel The Reverend. Er führte die Kirche von Juli 1908 bis zu seinem Tod im März 1942.
Später vereinigte sich die Kirche mit der Third Moravian Church (Januar 1968) zur United Moravian Church.

### Negro Silent Protest Parade
Martin war aktiv in der 'Black Community' (Schwarzen-Gemeinschaft), für welche seine Kirche ausgerichtet war. 1917 arbeitete er für die historische Negro Silent Protest Parade der NAACP. Dabei war er Secretary für den Präsidenten Reverend Hutchens C. Bishop. Die Zusammenkunft von tausenden Afroamerikanern (Negroes), die in stummem Protest an einem heißen Julitag durch New York marschierten, sorgte national für Berichterstattung und setzte ein Vorbild für andere folgende Proteste.
Martin verfasste den Aufruf zur Aktion und ermutigte „Menschen von Afrikanischer Herkunft“ („people of African descent“) sich der Parade anzuschließen. Während der Parade verteilten Black Boy Scouts Flyer an Zuschauer. Im Zuge der damaligen Gewalttätigkeiten, wie dem Lynching of Jesse Washington (Waco), Lynching of Ell Persons (Memphis), East St. Louis riots (East St. Louis) und mit der Besetzung von Hawai’i durch die Vereinigten Staaten im Sinn, schrieb er den Flyer „Why We March“ („Warum wir marschieren“):

„Wir marschieren, weil wir völlig gegen die Jim-Crow Cars, etc., Rassentrennung, Diskriminierung, Entrechtung, LYNCHING, und die Schar von Übeln, die uns aufgezwungen werden. Es ist Zeit, dass der Geist Christi in der Erstellung und Ausübung von Gesetzen sich manifestiert. …
Wir marschieren, weil das wachsende Bewußtsein und die Solidarität der Rasse gepaart mit Leid und Diskrimination uns zu etwas gemacht haben: einer Einheit, die niemals aufgelöst werden kann trotz aller seicht-hirnigen Agitatoren, agitierenden Pandits und politischen Tricksern, die eine flutende Popularität sichern und unsichere finanzielle Unterstützung, indem sie die Uneinigkeit eines Volkes fördern, die es nötig hätten sich als Eins zu sehen.“